# 1971년 박대통령컵 쟁탈 아시아축구대회
1971년 코리아컵 국제축구대회는 대한축구협회에서 주관하는 코리아컵의 첫번째 대회이다. 총 8팀이 참가했으며 조당 4팀씩 2조로 나눠 조별예선을 치른 후 각 조별 1,2위만 4강 토너먼트로 진출했다. 결승전에서 대한민국과 버마가 만났는데 두 팀의 경기는 0-0으로 비겼다. 승부를 가리기 위해 이틀 후 재경기를 했지만 또다시 0-0으로 비겼고 두 팀의 공동우승이 결정되었다.

## 조별 예선

### A조
| 순위 | 팀            | 경기 | 승 | 무 | 패 | 득점 | 실점 | 득실차 | 승점 |
| ---- | ------------- | ---- | -- | -- | -- | ---- | ---- | ------ | ---- |
| 1    | 대한민국      | 3    | 3  | 0  | 0  | 8    | 1    | +7     | 6    |
| 2    | 말레이시아    | 3    | 2  | 0  | 1  | 8    | 7    | +1     | 4    |
| 3    | 태국          | 3    | 1  | 0  | 2  | 5    | 8    | -3     | 2    |
| 4    | 크메르 공화국 | 3    | 0  | 0  | 3  | 4    | 9    | -5     | 0    |

### B조
| 순위 | 팀            | 경기 | 승 | 무 | 패 | 득점 | 실점 | 득실차 | 승점 |
| ---- | ------------- | ---- | -- | -- | -- | ---- | ---- | ------ | ---- |
| 1    | 버마          | 3    | 3  | 0  | 0  | 7    | 1    | +6     | 6    |
| 2    | 인도네시아    | 3    | 2  | 0  | 1  | 12   | 5    | +7     | 4    |
| 3    | 홍콩          | 3    | 1  | 0  | 2  | 3    | 4    | -1     | 2    |
| 4    | 베트남 공화국 | 3    | 1  | 0  | 2  | 1    | 13   | -12    | 0    |

## 토너먼트
|  | 준결승전                | 준결승전 |                                            |      | 결승전 | 결승전 |
|  |                         |          |                                            |      |        |        |
|  | 5월 11일 - 동대문운동장 |          |                                            |      |        |        |
|  |                         |          |                                            |      |        |        |
|  | 대한민국                | 3        |                                            |      |        |        |
|  | 대한민국                | 3        | 5월 13일 & 5월 15일(재경기) - 동대문운동장 |      |        |        |
|  | 인도네시아              | 0        |                                            |      |        |        |
|  | 인도네시아              | 0        | 대한민국                                   | 0000 |        |        |
|  | 5월 11일 - 동대문운동장 |          | 대한민국                                   | 0000 |        |        |
|  |                         | 버마     | 0000                                       |      |        |        |
|  | 버마                    | 버마     | 0000                                       | 6    |        |        |
|  | 버마                    |          |                                            | 6    |        |        |
|  | 말레이시아              | 1        |                                            |      |        |        |
|  | 말레이시아              | 1        |                                            |      |        |        |

## 우승
| 1971년 박대통령컵 쟁탈 아시아축구대회 | 1971년 박대통령컵 쟁탈 아시아축구대회 |
| ------------------------------------- | ------------------------------------- |
| 대한민국 첫 번째 우승                 | 버마 첫 번째 우승                     |
| 공동 우승                             |                                       |

## 최종 순위
| 순위 | 팀            | 경기수 | 승 | 무 | 패 | 득 | 실 | 득실차 | 승점 |
| ---- | ------------- | ------ | -- | -- | -- | -- | -- | ------ | ---- |
| 1    | 버마          | 6      | 4  | 2  | 0  | 13 | 2  | +11    | 10   |
| 1    | 대한민국      | 6      | 4  | 2  | 0  | 11 | 1  | +10    | 10   |
| 3    | 인도네시아    | 5      | 3  | 0  | 2  | 16 | 10 | +6     | 6    |
| 4    | 말레이시아    | 5      | 2  | 0  | 3  | 11 | 17 | -6     | 4    |
| 5    | 홍콩          | 3      | 1  | 0  | 2  | 3  | 4  | -1     | 2    |
| 6    | 태국          | 3      | 1  | 0  | 2  | 5  | 8  | -3     | 2    |
| 7    | 크메르 공화국 | 3      | 0  | 0  | 3  | 4  | 9  | -5     | 0    |
| 8    | 베트남 공화국 | 3      | 0  | 0  | 3  | 1  | 13 | -12    | 0    |

- 4강 진출 팀은 결승전 및 3, 4위전의 경기 결과에 따라 순위를 결정한다.
- 8강 이하의 단계에서 탈락한 팀은 전체 승점과 골득실을 비교하여 순위를 결정하되, 아래와 같이 결정한다.
  - 8강에서 탈락한 팀의 순위는 최고 5위에서 최저 8위이다.
  - 16강에서 탈락한 팀의 순위는 최고 9위에서 최저 16위이다.
  - 32강에서 탈락한 팀의 순위는 최고 17위에서 최저 32위이다.
  - 연장전으로 끝난 경기는 연장전에서 승리한 팀의 승리로 기록되며, 연장전에 의한 득점은 총 득점에 삽입한다.
  - 승부차기로 끝난 경기는 무승부에 포함되며, 승부차기에 의한 득점은 총 득점에 산입하지 않는다.

## 같이 보기
- 코리아컵 국제축구대회
- 대한민국 축구 국가대표팀 경기 결과